# 前643年
| 千纪： | 前1千纪 |
| 世纪： | 前8世纪 \| 前7世纪 \| 前6世纪 |
| 年代： | 前670年代 \| 前660年代 \| 前650年代 \| 前640年代 \| 前630年代 \| 前620年代 \| 前610年代                                                                                       |
| 年份： | 前648年 \| 前647年 \| 前646年 \| 前645年 \| 前644年 \| 前643年 \| 前642年 \| 前641年 \| 前640年 \| 前639年 \| 前638年                                                         |
| 纪年： | 周襄王九年 魯僖公十七年 齊桓公四十三年 晉惠公八年 秦穆公十七年 宋襄公八年 楚成王二十九年 衛文公十七年 陳穆公五年 蔡庄侯三年 曹共公十年 郑文公三十年 燕襄公十五年 杞成公十二年 |

## 大事记
- 晉惠公讓太子圉（後為晉懷公）到秦國當人質。
- 齊國攻英國。
- 魯國滅項國。
- 齊桓公卒，諸子爭奪君位，原桓公寵臣易牙與豎刁擁立公子無虧為君，原儲君公子昭逃奔宋國。

## 逝世
- 齐桓公，春秋时代齐国国君。